# Nemanja Milunović
Nemanja Milunović (in serbo Немања Милуновић?; Čačak, 31 maggio 1989) è un calciatore serbo, difensore dello Železničar Pančevo.

## Carriera

### Club
Il 16 settembre 2015 segna un gol contro il Bayer Leverkusen nella prima giornata della fase a gironi della Champions League.

### Nazionale
Tra il 2016 ed il 2019 ha giocato in totale 4 partite con la nazionale serba, con la quale ha anche segnato una rete.

## Palmarès

### Club

#### Competizioni nazionali
- Campionato bielorusso: 2

BATĖ Borisov: 2015, 2016
- Coppa di Bielorussia: 1

BATĖ Borisov: 2014-2015
- Supercoppa di Bielorussia: 3

BATĖ Borisov: 2015, 2016, 2017
- Campionato serbo: 4

Stella Rossa: 2018-2019, 2019-2020, 2020-2021, 2023-2024
- Coppa di Serbia: 2

Stella Rossa: 2020-2021, 2023-2024